# Hyperbasfløjte
En hyperbasfløjte er et musikinstrument i træblæsefamilien og er det største og dybeste medlem af fløjtefamilien. Den er stemt i C (subkontra C) – fire oktaver under en normal tværfløjte; én oktav under den dybeste C på et klaver. Total rørlængde er over otte meter, og grundtonen ligger på grænsen til hvad det menneskelige øre kan opfatte.
Den vigtigste udøver af hyperbasfløjten er den italienske fløjtenist Roberto Fabbriciani, der også er udvikleren af instrumentet. Fløjten er lavet af polyvinylchlorid og der findes kun én udgave af den i verden.